# Abborrflyet
Abborrflyet är en sjö i Hällefors kommun i Västmanland och ingår i Göta älvs huvudavrinningsområde. Sjön är 7,8 meter djup, har en yta på 0,006 kvadratkilometer och är belägen 100 meter över havet.